# Josef Jenka
Josef Jenka (16. května 1923 – 22. srpna 1969) byl český a československý politik Komunistické strany Československa a poúnorový poslanec Národního shromáždění ČSSR a Sněmovny lidu Federálního shromáždění.

## Biografie
Po volbách roku 1964 byl zvolen za KSČ do Národního shromáždění ČSSR za Severočeský kraj. Mandát nabyl až dodatečně v prosinci 1964 po doplňovacích volbách v obvodu Ústí nad Labem-jih vypsaných poté, co rezignoval poslanec Stanislav Vlček. V Národním shromáždění zasedal až do konce volebního období parlamentu v roce 1968.
K roku 1968 se profesně uvádí jako technik z obvodu Ústí nad Labem-jih.
Po federalizaci Československa usedl roku 1969 do Sněmovny lidu Federálního shromáždění (volební obvod Ústí nad Labem-jih), kde setrval do své smrti v srpnu 1969. Profiloval se jako odborník na otázky chemického a petrochemického průmyslu.